# رئاسة فرانكلين د. روزفلت، الولايتان الأولى والثانية

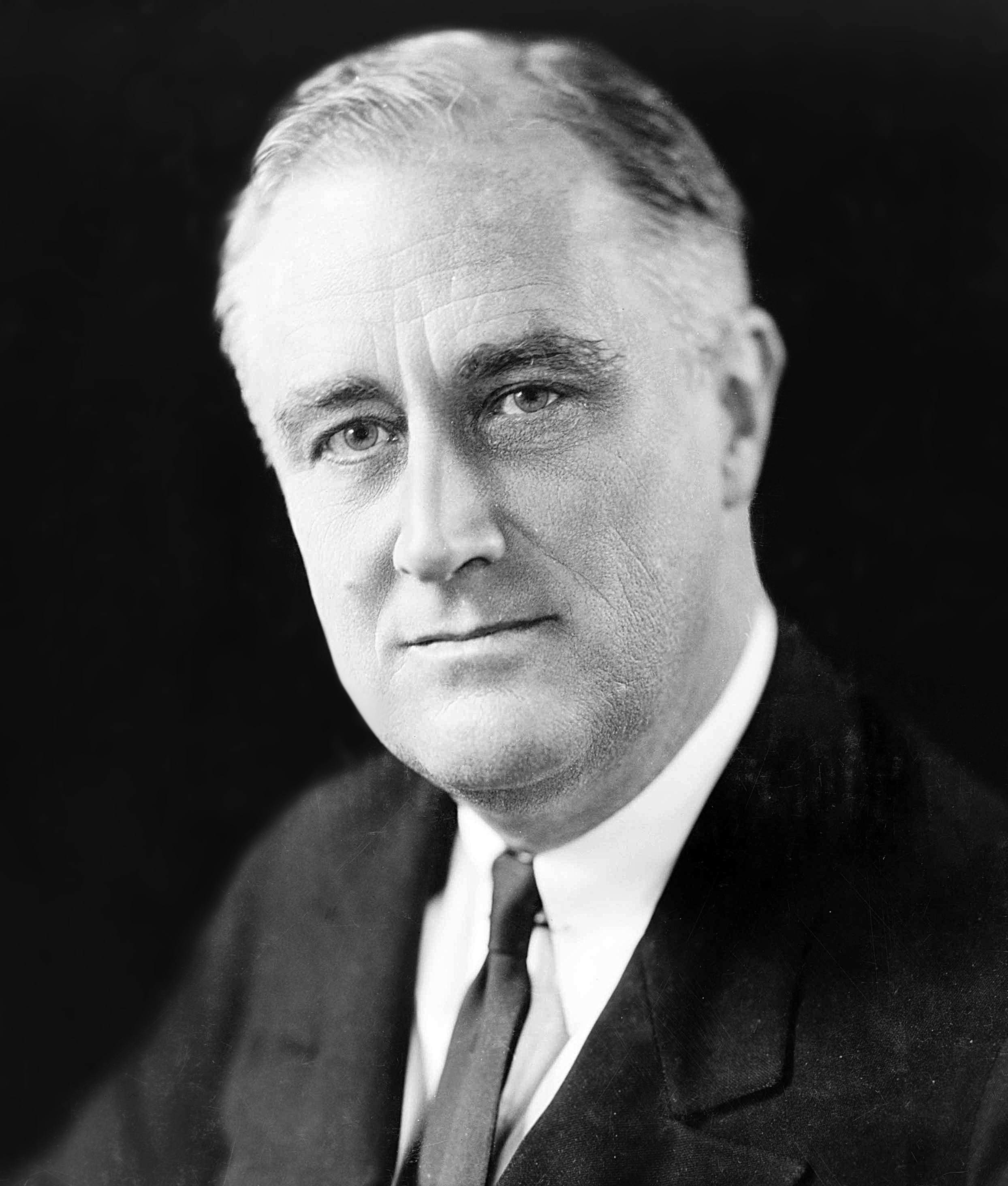
فرانكلين ديلانو روزفلت ، 1933

بدأت الولاية الأولى من رئاسة فرانكلين د. روزفلت في يوم 4 مارس عام 1933 حين نُصب كرئيس الولايات المتحدة الثاني والثلاثين وانتهت ولايته الرئاسية الثانية مع تنصيبه لولاية ثالثة بتاريخ 20 يناير عام 1941. شغل روزفلت -الذي كان الحاكم الديمقراطي لأكبر ولاية وهي ولاية نيويورك- منصب الرئاسة بعد هزيمته لخصمه الجمهوري الرئيس هربرت هوفر في الانتخابات الرئاسية لسنة 1932. أشرف روزفلت على تنفيذ الصفقة الجديدة وهي سلسلة من البرامج المصممة لتقديم الإغاثة والتعافي والإصلاح للأمريكيين والاقتصاد الأمريكي إبان الكساد الكبير. كذلك أشرف على إعادة الانتظام السياسي الذي تمخض عنه تحالف الصفقة الجديدة والذي هيمن على الحياة السياسية الوطنية حتى ستينيات القرن العشرين معرفًا بذلك الليبرالية الأمريكية الحديثة. جمع هذا التحالف تحت مظلته مجموعة من النقابات العمالية والمنظمات السياسية في المدن الكبرى وذوي الإثنية البيضاء والأميركيين الأفارقة وسكان الأرياف البيض في الجنوب.
قاد روزفلت مجموعة غير مسبوقة من التشريعات خلال أول مئة يوم من توليه للمنصب وأصدر عددًا كبيرًا من الأوامر التنفيذية. ساعد قانون الطوارئ المصرفية على وضع حد للتهافت على سحب الودائع المصرفية، في حين يعود لقانون المصارف لسنة 1933 وقانون الأوراق المالية والبورصات لسنة 1934 الفضل في إدخال مجموعة من الإصلاحات الهامة على القطاع المالي. أشرف روزفلت على تأسيس عدة وكالات ومن جملتها سلك الخدمة المدنية وإدارة الأشغال العامة والإدارة الفيدرالية للإغاثة في حالات الطوارئ، والتي هدفت إلى تقديم الإغاثة للعمال العاطلين عن العمل. أسست إدارة روزفلت إدارة التسوية الزراعية التي رمت إلى تنفيذ سياسات جديدة مصممة لوضع حد على فائض الإنتاج الزراعي. كذلك أسست إدارته عدة وكالات أخرى ومن أبرزها وكالة التعافي الوطني التي عملت على إصلاح القطاع الصناعي غير أن الأخيرة لم تدم سوى لعامين.
قاد روزفلت الصفقة الجديدة الثانية بعد النجاح الكاسح الذي أحرزه حزبه في الانتخابات النصفية لسنة 1934. شمل ذلك استحداث إدارة تقدم الأعمال وهي أكبر وكالة عمل إغاثية وإصدار قانون الضمان الاجتماعي الذي أنشأ برنامجًا وطنيًا للمعاشات التقاعدية خاصًا بكبار السن تحت اسم الضمان الاجتماعي. كذلك أسست الصفقة الجديدة برنامجًا وطنيًا للتأمين على البطالة، بالإضافة إلى وكالة إعانة الأطفال المعالين التي قدمت المساعدة للأسر التي تعيلها الأمهات العازبات. كفل النص التشريعي الثالث ألا وهو القانون الوطني للعلاقات العمالية لسنة 1935 حق العمال في التفاوض الجماعي وأنشأ المجلس الوطني للعلاقات العمالية. أدى ذلك بالنتيجة إلى نمو سريع في عضوية النقابات العمالية. أعيد انتخاب روزفلت لولاية ثانية في عام 1936. تخلل ولايته الثانية سلسلة من خيبات الأمل. سعى روزفلت إلى توسيع المحكمة العليا ولكن سرعان ما ثبط الكونغرس مقترحه هذا. ولم يستطع تحقيق نجاح يذكر في إقرار تشريعات وطنية خلال ولايته الثانية نتيجة قيام الائتلاف المحافظ الذي جمع في صفوفه أعضاء من الحزبين بإحباط معظم مقترحاته التشريعية. كان قانون العمالة العادلة من ضمن النجاحات التي حققها في هذه الفترة.
بلغت السياسة الانعزالية في الولايات المتحدة أوج ذروتها خلال ثلاثينيات القرن العشرين. كانت سياسة حسن الجوار المبادرة الرئيسية التي ميزت السياسة الخارجية لإدارة روزفلت خلال ولايته الأولى. تحتم على الولايات المتحدة بموجب هذه السياسة اتخاذ موقف غير تدخلي في شؤون أمريكا اللاتينية. عادت قضايا السياسة الخارجية لتتصدر الواجهة في أواخر ثلاثينيات القرن العشرين بعد لجوء كل من ألمانيا النازية واليابان وإيطاليا إلى اتخاذ إجراءات عدوانية بحق جيرانهم. أصدر الكونغرس قوانين الحياد تجاوبًا مع المخاوف من انجرار الولايات المتحدة إلى الصراعات الخارجية. منعت هذه القوانين التعامل التجاري مع الدول المتحاربة في ما بينها. بادر روزفلت إلى إمداد الصين وبريطانيا العظمى وفرنسا بالمساعدات عقب الغزو الياباني للصين والغزو الألماني لبولندا، ولكن حالت قوانين الحياد دون انخراط الولايات المتحدة بصورة مباشرة. زاد روزفلت من الدعم الذي قدمه لبريطانيا بعد سقوط فرنسا في شهر يونيو من عام 1940، وبدأ بحشد القوة العسكرية الأمريكية. هزم روزفلت مرشح الحزب الجمهوري ويندل ويلكي في الانتخابات الرئاسية لسنة 1940. كان ويلكي أممي إذ امتنع عن انتقاد سياسة روزفلت الخارجية. خدم روزفلت لولاية ثالثة وثلاثة أشهر من ولاية رابعة.

## انتخابات سنة 1932
تأمل العديد من الديمقراطيين أن تشهد انتخابات عام 1932 انتخاب أول رئيس ديمقراطي منذ عام 1916، وذلك على خلفية تضرر الاقتصاد بشدة في أعقاب انهيار وول ستريت في عام 1929. غدا روزفلت المرشح الأوفر حظًا لنيل ترشيح الحزب بعد إعادة انتخابه في منصب حاكم ولاية نيويورك في عام 1930. استقطب روزفلت بعض مؤيدي ويلسون بمساعدة لويس هاو وجيمس فارلي واستطاع في الآن ذاته استمالة العديد من المحافظين وإرساء نفسه كمرشحٍ رئيسٍ في الجنوب والغرب. جاءت المعارضة الرئيسية لترشح روزفلت من الليبراليين الشماليين الشرقيين على غرار آل سميث وهو حليف مقرب سابق والمرشح الديمقراطي الرئاسي في انتخابات عام 1928. كان سميث يأمل في حرمان روزفلت من دعم الثلثين اللازم للفوز بترشيح الحزب لمنصب الرئاسة في المؤتمر الوطني الديمقراطي لعام 1932، ومن ثم الفوز بالترشيح بعد عدة جولات اقتراعية. دخل روزفلت المؤتمر في المقدمة من ناحية عدد المندوبين نتيجة النجاح الذي أحرزه في الانتخابات التمهيدية الديمقراطية لسنة 1932، غير أن معظم المندوبين دخلوا المؤتمر دون أن يربطوا أنفسهم بأي مرشح محدد. حاز روزفلت على أصوات أكثر من نصف مندوبي الحزب في الجولة الاقتراعية الرئاسية الأولى من المؤتمر ولكن دون تحقيق نصاب الثلثين اللازم للفوز بالترشيح، في حين احتل سميث المركز الثاني بهامش واسع. ألقى رئيس مجلس النواب جون غارنر (الذي كان متحكمًا بأصوات كاليفورنيا وتكساس) بدعمه خلف روزفلت بعد جولة الاقتراع الثالثة ليظفر الأخير بالترشيح في الجولة الاقتراعية الرابعة. فاز غارنر بترشيح الحزب لمنصب نائب الرئيس دون الأخذ برأي روزفلت. سافر روزفلت بالطائرة من نيويورك بعدما علم بفوزه بالترشيح وأضحى أول مرشح رئاسي من حزب رئيسي يتواجد شخصيًا عند قبول ترشيحه.
واجه روزفلت الرئيس الجمهوري الحالي هربرت هوفر خلال الانتخابات العامة. تعهد روزفلت خلال حملته الانتخابية التي غطت البلاد بزيادة دور الحكومة الفيدرالية في الاقتصاد وتخفيض التعريفات الجمركية كجزءٍ من «صفقة جديدة». رأى هوفر أن الانهيار الاقتصادي كان في الأساس نتاجًا للاضطرابات الدولية، واتهم روزفلت بالترويج للصراع الطبقي من خلال سياساته الاقتصادية الجديدة. لم يكن هوفر يحظى بشعبية تذكر بالأصل نظرًا للوضع المتردي للاقتصاد، وثبطت آمال إعادة انتخابه بعد التفريق العنيف لآلاف المتظاهرين من المحاربين القدامى في شهر مارس من عام 1932. فاز روزفلت بـ472 صوت من مجموع الأصوات الانتخابية البالغ عددها 531 صوت وهو ما نسبته 57.4% من محصلة الأصوات الشعبية. استأثر الديمقراطيون بمجلس الشيوخ وأضافوا على الغالبية التي كانوا يتمتعون بها في مجلس النواب في انتخابات أعضاء الكونغرس. انتخب أكثر من نصف أعضاء الكونغرس الثالث والسبعين الجديد بدءًا من عام 1930، وذلك على الرغم من هيمنة المحافظين الجنوبيين على قيادة الحزب الديمقراطي على مستوى الكونغرس. كان العديد من هؤلاء الأعضاء حريصين على اتخاذ إجراءات لمكافحة الكساد حتى لو عنى ذلك تحدي العقيدة السياسية السائدة خلال السنوات الماضية.